# Маламівка
Мала́мівка (колись — Мандурові/Мангурові байраки, Турунжівка) — село в Україні, у Кам'янопотоківській сільській громаді Кременчуцького району Полтавської області. Населення становить 181 осіб.

## Населення

### Мова
Розподіл населення за рідною мовою за даними перепису 2001 року:
| Мова       | Кількість | Відсоток |
| ---------- | --------- | -------- |
| українська | 175       | 96.69%   |
| російська  | 6         | 3.31%    |
| Усього     | 181       | 100%     |

## Географія
Село Маламівка знаходиться за 2,5 км від правого берега річки Дніпро, примикає до сіл Чечелеве та Підгірне. Через село проходять автомобільні дороги М22 (E577), Р10 та залізниця, станції Маланівка і Платформа 270 км.

## Назва
Назва походить від прізвища козацько-старшинського роду Малама (грецького походження переселилися в Україну 1706, але кременчуцькими поміщиками і власниками Маламівки вони стали уже у 19 ст.).